# New South China Mall
New South China Mall (произносится Нью Саут Чайна Молл, примерно переводится как «Новый торговый центр Южного Китая», кит. трад. 新華南MALL, пиньинь синьхуанань-молл) — торговый центр в китайском городе Дунгуань (провинция Гуандун), один из крупнейших в мире.
Торговый центр под названием South China Mall (с англ. — «Торговый центр Южного Китая») был открыт в бедном рабочем пригороде Дунгуаня в 2005 году и имеет 1500 (согласно официальному сайту — 2350) торговых точек общей площадью 659 612 м² (площадь всех помещений — 892 000 м²), что делает его крупнейшим объектом подобного рода по общей арендуемой площади. Тем не менее, в течение первых четырёх лет работы центра функционировали менее 1 % торговых точек, а к концу первой декады своего существования — не более 10 %, вследствие чего New South China Mall окрестили «мёртвым торговым центром». В сентябре 2007 года к названию центра добавилось слово New (с англ. — «Новый»). Здание имеет пять этажей, стоимость его строительства составила 1,3 миллиарда долларов США.
Здание построено на бывших пахотных землях, заказчик проекта и первый владелец — миллионер Ху Гуйжун (Алекс Ху). В декабре 2006 года центр был продан компании Founder Group. Центр разделён на семь зон, стилизованных под Амстердам, Париж, Рим, Венецию, Египет, Карибы и Калифорнию. Достопримечательностями магазина являются 25-метровая парижская Триумфальная арка, египетский сфинкс, уменьшенная копия венецианской кампанилы собора Святого Марка, каналы с гондолами общей протяжённостью 2,1 километра, американские горки длиной 553 метра, аттракцион типа Drop tower, фонтан.
В 2009 году американский режиссёр-документалист Сэм Грин снял фильм Utopia in Four Movements, одна из частей которого посвящена New South China Mall.

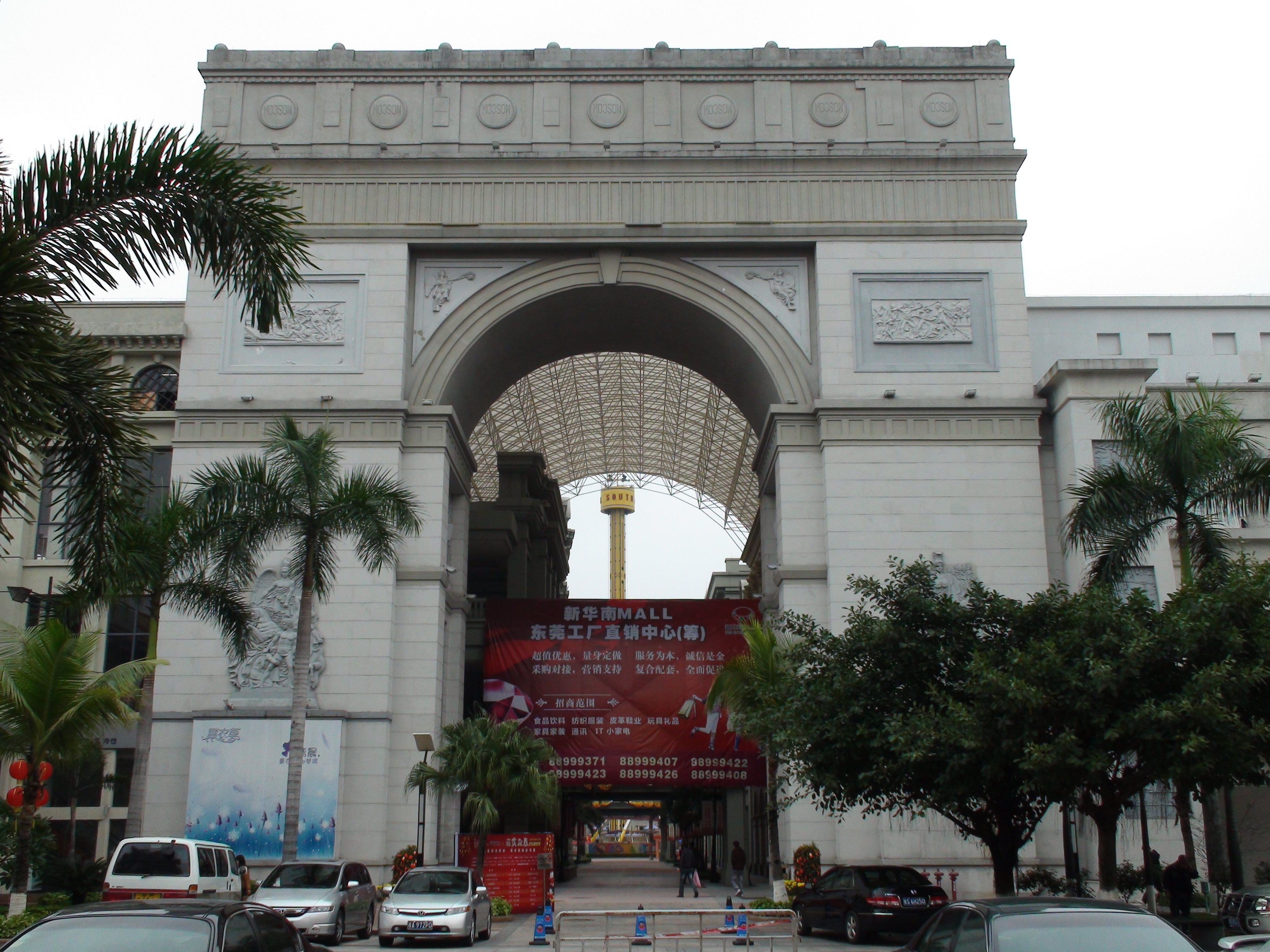
Триумфальная арка
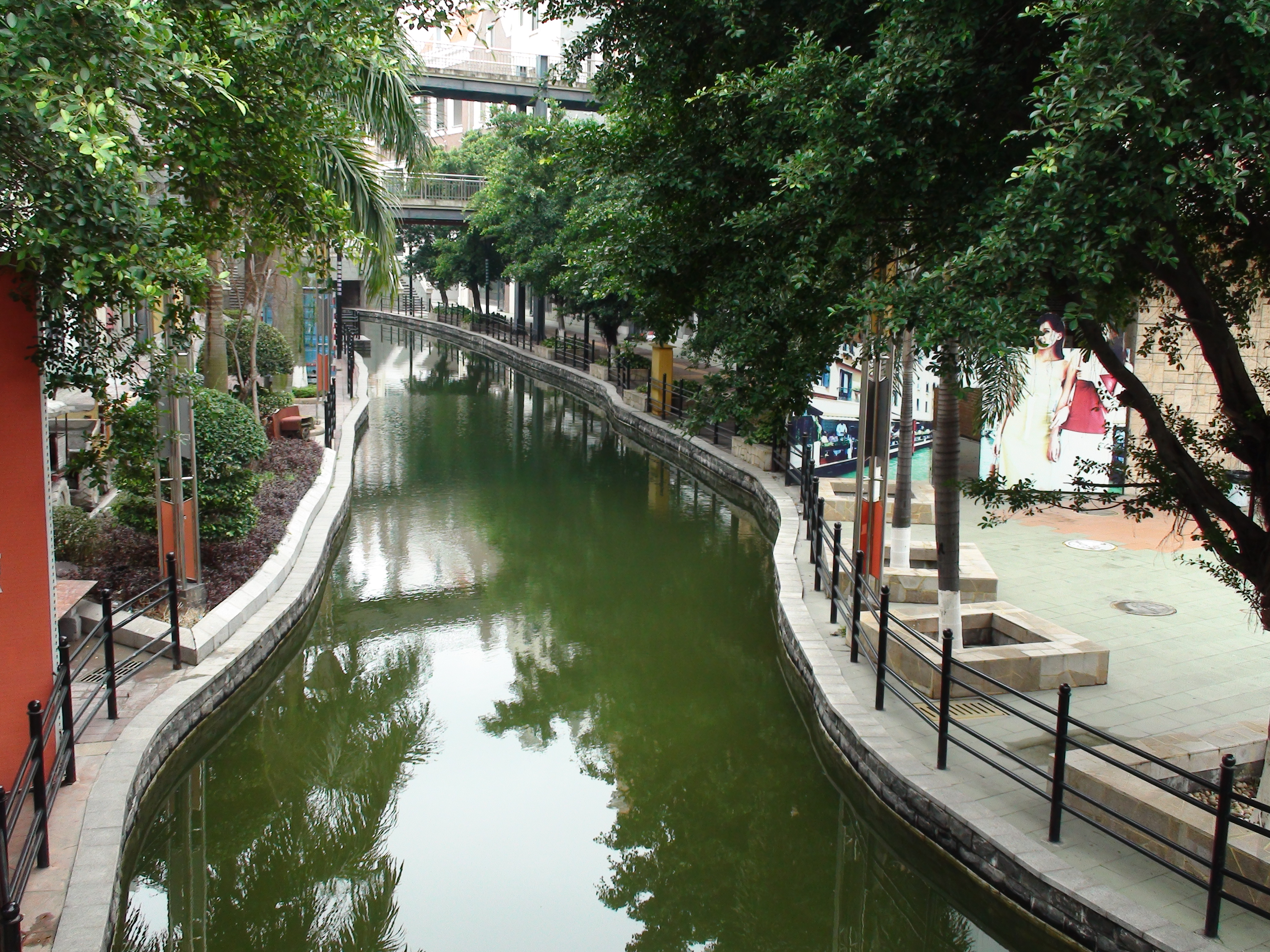
Венецианские каналы
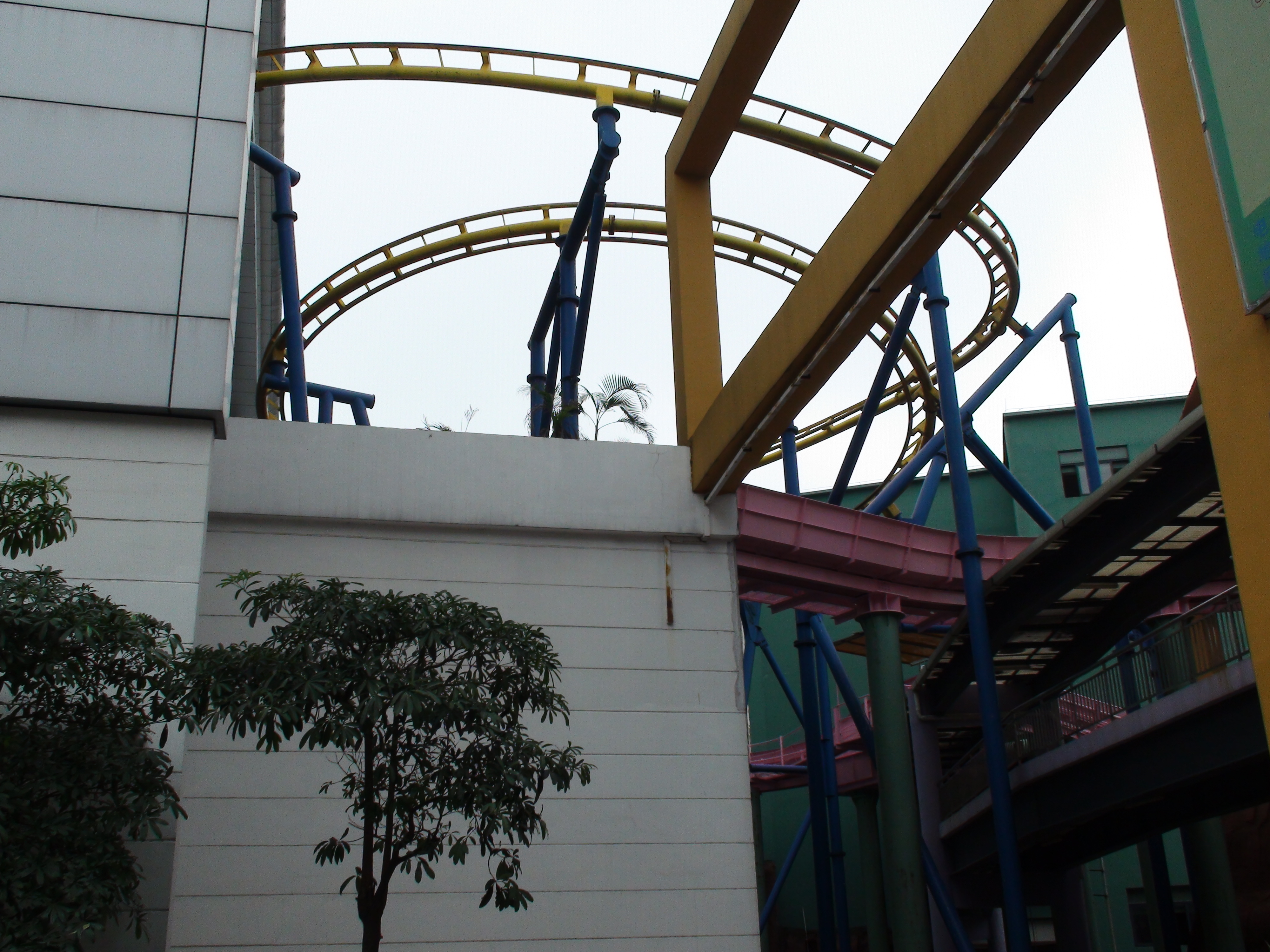
Американские горки
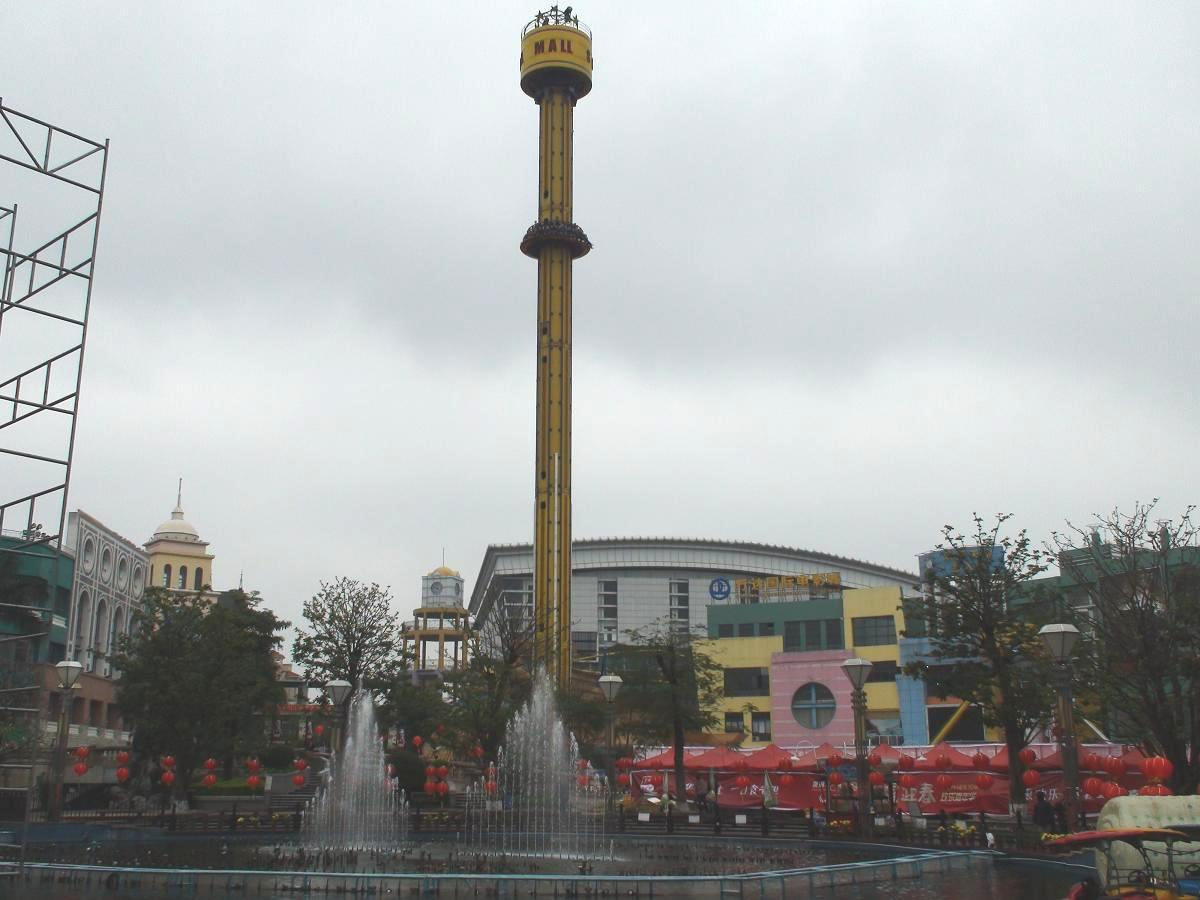
Drop tower[англ.]
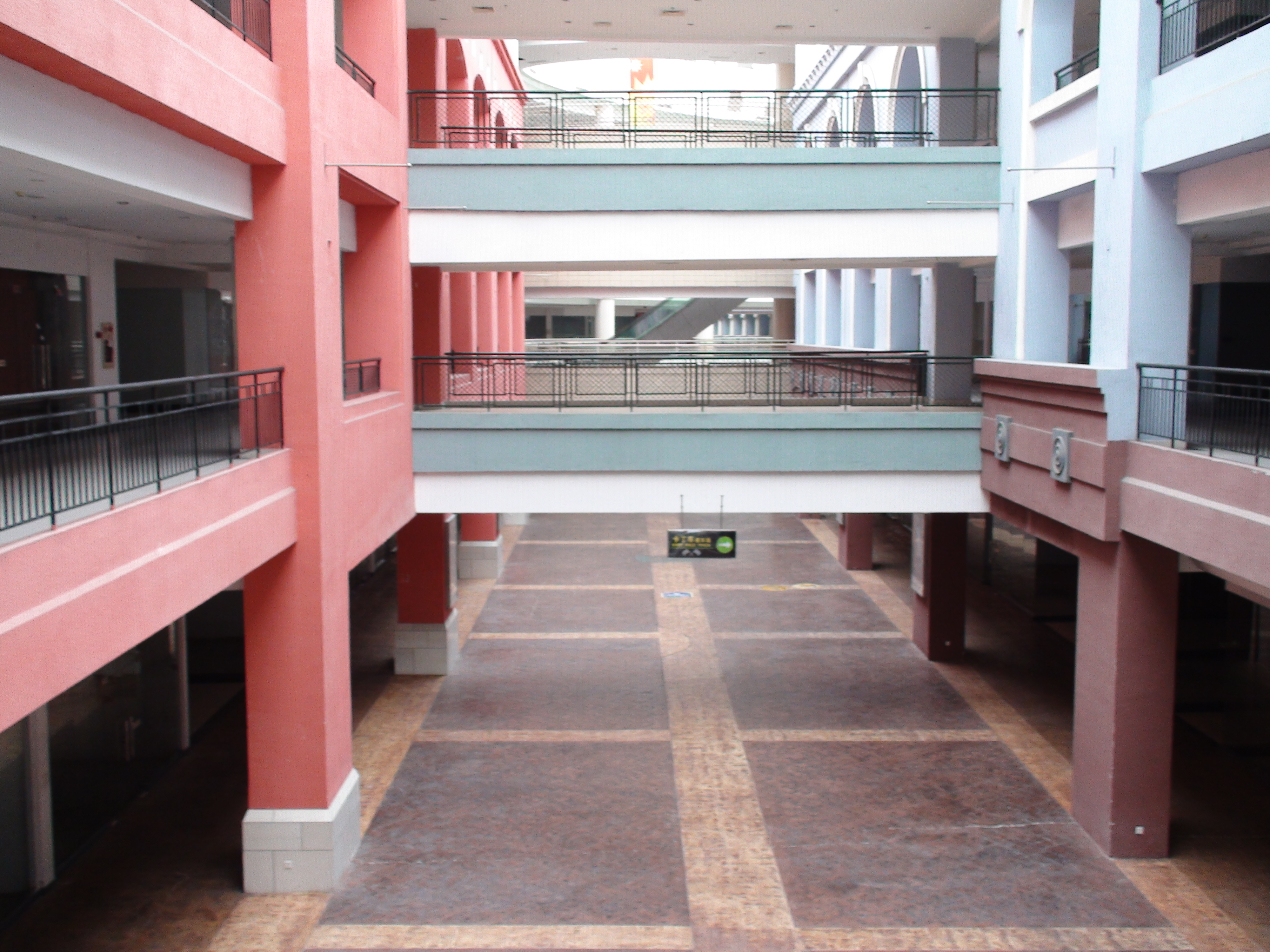
Пустые пассажи
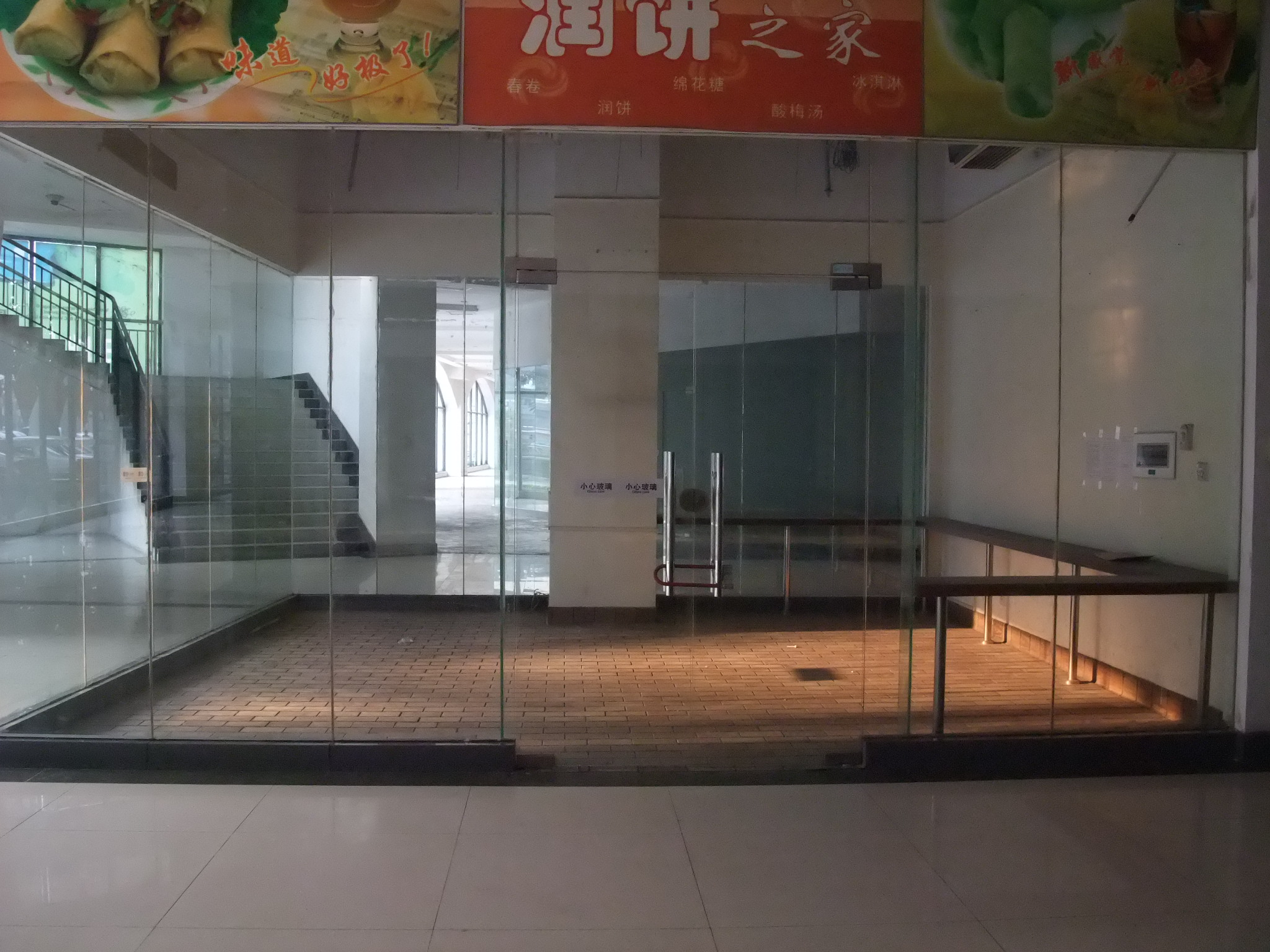
Пустые торговые точки